# Болгарія на зимових Олімпійських іграх 2002
Болгарія брала участь у цих іграх. Олімпіада принесла болгарам три медалі — одне срібло та дві бронзи. Це був один з найкращих виступів команди за всі роки участі у таких змаганнях.

## Медалісти
- Шорт-трек, жінки, 1000 м — Євгенія Раданова (срібло)
- Шорт-трек, жінки, 1500 м — Євгенія Раданова (бронза)
- Біатлон, жінки, 10 км переслідування — Ірина Нікульчина (бронза)